# SporTV
SporTV (estilizado como sportv) é um canal de televisão por assinatura brasileiro. Foi lançado em 10 de novembro de 1991 sob o nome de Top Sport, alterado para o atual em 1994. Tem dois canais irmãos, o SporTV 2 e SporTV 3. É o líder de audiência entre os canais esportivos do Brasil, ficando à frente da ESPN e do BandSports. Transmite atualmente, mais de dois mil eventos esportivos por ano de todas as importantes modalidades.
O SporTV é uma marca da Globo (subsidiária do Grupo Globo), que desde 2020, passou a ser uma empresa única, resultado da integração da TV Globo, Globosat, Globo.com e Gestão Corporativa, reunindo os canais de TV aberta e de TV por assinatura, além de produtos e serviços digitais.

## História
O Top Sport foi lançado em 10 de novembro de 1991, junto com a antiga Globosat e seus três canais irmãos, Telecine, GNT e Multishow. O canal atuava como o principal interlocutor de programas da rede de canais dos Estados Unidos, Prime Network, pertencente a Liberty Media.
No ano seguinte, houve a estreia do primeiro programa original do canal, o 360°, apresentado por Glenda Kozlowski e com duração de quarenta minutos. "A princípio, a ideia da Globosat é elaborar um programa que trate de esporte em geral. Mas isso ainda não foi decidido", disse na época. Também, estrearam nesta mesma semana duas entrevistas, uma com Dora Bria e a outra com Luísa Parente.
Em outubro de 1993, foi anunciada uma parceria com a TV Globo, Rede Bandeirantes e Globosat para criar o canal Esporte Brasil, que tinha lançamento previsto para o primeiro dia do ano seguinte. Com isso, ele teria transmissão 24 horas por dia, com jornalistas e técnicos de ambas emissoras abertas para reforçar o casting do novo canal. Ela seguiu o exemplo, principalmente da ESPN, que apenas fazia a cobertura de eventos esportivos. Portanto, a ESPN transmitia apenas eventos internacionais, vindos de seu canal-mãe dos Estados Unidos. O diferencial neste caso, seria que o canal recém criado transmitiria competições feitas no Brasil, com os dois canais da TV aberta que detinham grande parte das transmissões esportivas transmitidas no Brasil. Também ficou acordado que o canal seria chamado de SporTV, e não mais Esporte Brasil. Logo depois, a Band saiu do negócio devido a falta de orçamento.
No começo do canal, quando se tivesse a necessidade de transmitir 2 a 3 jogos ao vivo no mesmo horário, o SporTV repassava estas partidas para o GNT e Multishow. O formato durou até 1997, quando foi criado o Premiere, primeiro canal pay-per-view da TV brasileira. Até 2003, o canal transmitia eventos realizados no mesmo horário em dois sinais; um no canal principal e outro no canal local, disponibilizado pelas operadoras.
Também em 2003, o canal deixa de exibir programas produzidos por produtoras independentes e passa a ter todo conteúdo feito pelo Esporte da TV Globo, incluindo nisso a entrada de nomes da emissora aberta, como Galvão Bueno, Cléber Machado e Luis Roberto. Estrearam programas como o Bem, Amigos!, Arena SporTV e Redação SporTV, além do Linha de Chegada, Brasil em Campo, entre outros.

Logotipo do canal usado entre 2017 e 2021

Em 2017, o SporTV passaria a transmitir apenas futebol. Com isso, o SporTV News passou para o SporTV 2. Isso ocorreu com o objetivo de aumentar a audiência dos três canais. Em 15 de fevereiro do ano seguinte, o canal anuncia a contratação do narrador Gustavo Villani, que estava no Fox Sports. Em 1 de março, o SporTV estreou sua programação para o ano de 2018, incluindo a estreia do Baú do Esporte, trocas no comando do Redação SporTV e Seleção SporTV, além de estrear um novo cenário para seus programas.

### Identidade visual
Em 10 de novembro de 2021, em comemoração aos 30 anos de sua fundação, o canal lança sua nova marca, aposentando o famoso retângulo azul e vermelho, usado desde 1996. A mudança também faz parte do projeto UmaSóGlobo, iniciado em 2020, unificando todas as marcas do Grupo Globo em um só lugar. Além da nova identidade visual, o canal também anunciou mais foco em conteúdo multiplataforma.

## Canais secundários

### SporTV 2
O SporTV 2 foi lançado em dezembro de 2003. O segundo canal SporTV reexibe os eventos de futebol transmitidos pelo canal principal, além de transmitir competições simultâneas ao vivo, com foco nos chamados "Outros esportes" (Automobilismo, Basquetebol, desportos aquáticos e Voleibol, entre outros).
Durante algum tempo, reprisava os programas do SporTV, além de retransmitir os programas esportivos da Rede Globo, no caso, o Globo Esporte do Rio de Janeiro e de São Paulo, o Auto Esporte e o Esporte Espetacular (reapresentado em "drops" do bloco "#VcCurte no SporTV").

### SporTV 3
O SporTV 3 foi lançado no segundo semestre de 2011, sendo o terceiro canal SporTV, com o intuito de ampliar os eventos e as modalidades esportivas. O canal iniciou as transmissões em 1.º de outubro de 2011. O terceiro canal SporTV exibe eventos ao vivo, além de reapresentar o mesmo conteúdo dos seus canais-irmãos. Tem como principal destaque as competições de tênis e e-Sports.
Em 7 de janeiro de 2015 estreou a versão HD do canal pela Sky, seguida pela NET em 30 de janeiro.

### Canais temporários para os Jogos Olímpicos
A partir dos Jogos Olímpicos de Verão de 2000, a então Globosat, visando ampliar as transmissões olímpicas com o sucesso da cobertura de Atlanta 1996, lançou dois canais alternativos para os jogos de Sydney. Entre eles, o SporTV 2, que era usado para as transmissões simultâneas com o canal principal e o SporTV 3, que reprisava e transmitia alguns eventos do canal principal, com 12 horas de atraso. Anos mais tarde, os dois canais citados passariam a fazer parte do portifólio da Globosat (atual Canais Globo).
Para os Jogos Olímpicos de Verão de 2004, além dos dois canais fixos, foram criados mais dois canais alternativos, sendo eles o SporTV+, que fazia a cobertura dos eventos do canal principal com seis horas de atraso e o SporTV Brasil, que fazia a cobertura apenas de competições envolvendo o Time Brasil, além de exibir documentários especiais com o dia a dia dos atletas.
Nos Jogos Olímpicos de Verão de 2008, somado ao SporTV e ao canal secundário, foram disponibilizados os SporTV 3 e 4, com os três canais sendo exclusivamente voltado às olimpíadas, com transmissões ao vivo e reprises, além do SporTV+, que servia de mosaico para as coberturas simultâneas, estratégia essa que foi usada na Copa do Mundo FIFA de 2006, mas apenas para os assinantes da Sky Brasil. Tal façanha foi repetida nos Jogos Olímpicos de Verão de 2012, agora com transmissões em alta definição e com o SporTV 3 fazendo parte do portifólio de canais das operadoras, totalizando quatro canais SporTV transmitindo os jogos de Londres.
Nos Jogos Olímpicos de Verão de 2016, se juntando aos SporTV 1 ao 3, que transmitiram apenas os eventos envolvendo o Time Brasil, foram disponibilizados os SporTV 4 ao 16, com o quarto canal servindo de guia, contando com as análises dos jogos e os demais canais sendo voltados aos esportes específicos, utilizando o sinal do Premiere. Pela internet, foram lançados 56 sinais exclusivos, com boa parte servindo de áudio ambiente. O SporTV 4 também foi usado nos Jogos Paralímpicos de Verão de 2016.
Para os Jogos Olímpicos de Verão de 2020, o canal disponibilizou apenas como canal alternativo o SporTV 4, que se somou aos três canais SporTV que realizaram a cobertura. Pelo Globoplay e para assinantes da Claro TV+ e da Vivo TV, o canal disponibilizou o SporTV+, com 45 sinais alternativos transmitindo todos os eventos, sem apresentar narração e comentários, contando apenas com o som ambiente e retransmissão do sinal gerado pela Olympic Broadcaster System (OBS).
Para os Jogos Olímpicos de Verão de 2024, o canal repetiu a mesma estratégia das Olimpíadas de 2021, disponibilizando apenas o SporTV 4 como extra e os 40 sinais alternativos no Globoplay e nas operadoras, com som ambiente e o sinal gerado da Olympic Broadcaster System (OBS), sem algum tipo de narração, comentários e intervalo comercial. A novidade foi a transmissão de alguns jogos no SporTV 4K, além do sinal acessível para pessoas com deficiência e a volta do mosaico SporTV. Nos Jogos Paralímpicos de Verão de 2024, o canal disponibilizou dois sinais alternativos no Globoplay e nas operadoras, com o som ambiente e o sinal gerado do Paralympic Broadcaster System (PBS), com o mesmo esquema das Olimpíadas, ou seja, sem narração, comentários e intervalos comerciais, mas transmitindo apenas a natação e o atletismo, enquanto que a cobertura completa se concentrou toda no SporTV 2.

### Canais temporários para a Copa do Mundo
Para a Copa do Mundo FIFA de 2014, foi lançado o SporTV 4K, que inaugurou as suas transmissões com as oitavas de final entre Uruguai e Colômbia. A cobertura foi feita em simulcast com o SporTV HD. As operadoras que disponibilizaram o sinal exclusivo foram a Oi TV e a NET (atual Claro TV+).
Para a Copa do Mundo FIFA de 2022, foi disponibilizado o SporTV 4K, em simultâneo com o sinal HD, sendo esse fornecido pela SKY (menos na plataforma DGO), Claro TV+ (que também trouxe o SporTV 2 4K, mas sem a transmissão dos dois canais no streaming oficial) e para assinantes do Globoplay. Além disso, também foi lançado um sinal alternativo do SporTV, com conteúdo em audiodescrição e em libras, contendo um QR code redirecionando para a plataforma BePlay, sendo este disponibilizado apenas na Claro TV+. Durante a Copa do Mundo de Futebol Feminino de 2023, o canal acessível voltou a ser oferecido como cortesia para os assinantes da Claro TV+, agora cobrindo as partidas simultaneamente com o canal principal, enquanto que na Copa masculina, o canal apenas transmitia em simultâneo os jogos da seleção brasileira e a grande final.

### SporTV 4K
Após ter sido usado temporariamente para a cobertura de jogos das Copas do Mundo de 2014 (a partir das oitavas de final) e 2022, a Globo decidiu lançar como canal fixo a versão 4K em 2023, tendo o sinal aberto às 21h de sábado para a cobertura dos jogos da série A do Campeonato Brasileiro de Futebol, além da Copa do Brasil em jogos decisivos de maior apelo em qualquer dia da semana. Também transmitiu a fase final da Liga das Nações da UEFA de 2022–23, a partida entre Brasil x Argentina pelas Eliminatórias da Copa do Mundo FIFA de 2026, as competições de natação do Campeonato Mundial de Esportes Aquáticos de 2023, jogos da Bundesliga, Jogo das Estrelas e Finais da NBB, alguns eventos dos Jogos Olímpicos de Verão de 2024. O sinal exclusivo foi disponibilizado para clientes da Claro TV+, Vivo Play, Sky Connect e pelo plano Globoplay Premium.

### SporTV Acessível
Lançado exclusivamente para a Copa do Mundo FIFA de 2022 e apenas para clientes da Claro TV+, o canal disponibiliza um QR code para acesso à plataforma BePlay com a cobertura em libras ou em audiodescrição em simulcast com o canal principal. Logo após ser usado também para a Copa do Mundo Feminina de 2023, a Globo decidiu fixar esse canal como cortesia para clientes da Claro, sendo usado esporadicamente para grandes eventos.